# Take On the World
«Take On the World» es una canción de la banda británica de heavy metal Judas Priest, incluida como la quinta pista del álbum Killing Machine de 1978. En diciembre del mismo año se publicó como sencillo en el Reino Unido por CBS Records y en enero de 1979 se lanzó para los Estados Unidos y el resto del mundo a través de Columbia Records.
Fue escrita por Rob Halford y Glenn Tipton a petición del sello CBS, que querían una canción que emulara el himno «We Will Rock You» de Queen, cuyas letras tratan sobre que los roqueros conquistarán el mundo.

## Antecedentes
Luego del lanzamiento del tema «We Will Rock You» de Queen por EMI Music, la discográfica CBS —competencia comercial de EMI— solicitó a la banda que creara una canción que pudiera competir con ella. Por ello y durante la grabación del disco, Halford y Tipton compusieron el tema que a pesar de no obtener el mismo recibimiento comercial, los puso por primera vez en la lista UK Singles Chart en el puesto 14.
Es considerada por la crítica como un himno del arena rock, que durante los primeros meses después de su lanzamiento era interpretado por varios fanáticos del fútbol inglés. Incluso la banda The Human League la versionó durante sus conciertos en 1980. Por su parte, fue interpretada en vivo durante algunos conciertos de la gira Killing Machine Tour entre 1978 y 1979. Aunque su único registro audiovisual fue en el programa Top of the Pops que se celebró el 25 de enero de 1979, el cual se remasterizó para el DVD Electric Eye de 2003.

## Lista de canciones
| Vinilo de 7" |                                                        |                          |          |  |
| N.º          | Título                                                 | Escritor(es)             | Duración |  |
| 1.           | «Take On the World»                                    | Halford, Tipton          | 3:02     |  |
| 2.           | «Starbreaker» (en vivo, grabado el 31 de mayo de 1978) | Halford, Downing, Tipton | 7:19     |  |

| Vinilo de 12" |                                                                |                          |          |  |
| N.º           | Título                                                         | Escritor(es)             | Duración |  |
| 1.            | «Take On the World»                                            | Halford, Tipton          | 3:02     |  |
| 2.            | «Starbreaker» (en vivo, grabado el 31 de mayo de 1978)         | Halford, Downing, Tipton | 7:19     |  |
| 3.            | «White Heat, Red Hot» (en vivo, grabado el 31 de mayo de 1978) | Tipton                   | ??       |  |

## Músicos
- Rob Halford: voz
- K.K. Downing: guitarra eléctrica
- Glenn Tipton: guitarra eléctrica
- Ian Hill: bajo
- Les Binks: batería